# 真木倉神社
真木倉神社（まきくらじんじゃ）は、岐阜県美濃市御手洗に鎮座する神社である。旧郷社。板取川と武儀川の間にある天王山周囲に点在する喪山伝説に由来を持つ神社の一つである。

## 概要
創建不詳。美濃国神名帳に『正六位上 真木倉明神』の名前で記されているのが当社とされ、平安時代中頃には存在していたとみられる。中世以降は甲六明神とも称した。倉は谷を意味する古言であり、板取中下流域を指す牧谷が由来となっている。名前の通り牧谷の８つの村の惣社として尊崇を受けた。
貞享3年（1686年）に建てられた本殿及び所蔵している嘉元3年（1304年）に作られた獅子頭が岐阜県の文化財に指定されている。

## 祭神
- - 御手洗姫命
  - 味耜高彦根命
  - 天稚彦命
  - 下照姫命
  - 大国主命
  - 須勢理毘売命

## 文化財

### 岐阜県指定文化財

#### 建造物
- 本殿
  - 江戸時代前期（貞享3年（1686年））

#### 彫刻
- 獅子頭
  - 鎌倉時代後期（嘉元3年（1304年））